# Paul Le Mat
Paul Le Mat (Rahway, Nova Jérsei, 22 de setembro de 1945) é um ator americano, ganhador de dois prêmios Globo de Ouro.
Marinheiro da United States Navy, foi combatente na Guerra do Vietnã, sendo condecorado com a "Medalha de Defesa Nacional", a "Medalha de Serviço do Vietnã" e uma "Medalha de George Washington" por suas ações heroicas durante a guerra. Formou-se em um curso de artes na Los Angeles Valley College, uma faculdade comunitária, recebendo um "diploma de associado" (que é uma qualificação entre um diploma do ensino médio e um diploma de bacharel).
Sua carreira de ator teve início no episódio piloto do seriado "Firehouse", em 1973. Neste mesmo ano, fez o papel de John Milner, um jovem que faz disputa de corridas de rua com o seu Hot rod em American Graffiti. Com este papel, ganhou seu primeiro Globo de Ouro na categoria Globo de Ouro de melhor ator revelação de 1974.
Em Melvin and Howard, foi indicado, novamente, para o Globo de Ouro na categoria Globo de Ouro de melhor ator em comédia ou musical, mas perdeu para Ray Sharkey.
Em "The Burning Bed", foi indicado pela terceira vez para um Globo de Ouro, vencendo na categoria Globo de Ouro de melhor ator coadjuvante em televisão.

## Filmografia
- Chrome Angels (2009)
- The Long Shot (2004) - televisão
- Stateside (2004)
- Big Bad Love (2001)
- The Outfitters (1999)
- American History X (1998)
- Sensation (1994)
- Caroline at Midnight (1994)
- Deep Down (1994)
- Wishman (1993)
- Deuce Coupe (1992)
- Woman with a Past (1992) - televisão
- In the Line of Duty: Siege at Marion (1992) - televisão
- Blind Witness (1989) - televisão
- Veiled Threat (1989)
- Grave Secrets (1989)
- Puppetmaster (1989) - televisão
- Easy Wheels (1989)
- Puppet Master (1989)
- Secret Witness (1988) - televisão
- Murder, She Wrote (1988) - televisão
- Into the Homeland (1987) - televisão
- P.I. Private Investigations (1987)
- The Hanoi Hilton (1987)
- P.K. and the Kid (1987)
- Long Time Gone (1986) - televisão
- The Night They Saved Christmas (1984) - televisão
- The Burning Bed (1984) - televisão
- Strange Invaders (1983)
- Rock & Rule (1983)
- Jimmy the Kid (1982)
- The Gift of Life (1982) - televisão
- Death Valley (1982)
- Melvin and Howard (1980)
- More American Graffiti (1979)
- Handle with Care (filme) (1977)
- Aloha, Bobby and Rose (1975)
- American Graffiti (1973)
- Firehouse (1973) - televisão